# Josef Kürbel
Josef Kürbel (25. března 1905 – ???) byl československý politik německé národnosti a meziválečný poslanec Národního shromáždění za Sudetoněmeckou stranu.

## Biografie
Profesí byl stolařem. Podle údajů z roku 1938 bydlel ve Vimperku.
Po parlamentních volbách v roce 1935 se stal poslancem Národního shromáždění. Mandát ale získal dodatečně, až v srpnu 1938, jako náhradník poté, co rezignoval poslanec Ludwig Wagner. Poslanecké křeslo ztratil už na podzim 1938 v souvislosti se změnami hranic Československa.